# Ymborés Rugby Club
Ymborés Rugby Club é um clube de rugby da cidade de Vitória da Conquista, Bahia, Brasil. Fundado em 9 de novembro de 2012, é filiado à Federação de Rugby da Bahia. O clube possui as categorias masculina e feminina.

## História
A história do clube começou com a ida de um jovem a São Paulo para estudos, Jônatas Verde, que deparou-se naquela cidade com o rugby. De volta a Vitória da Conquista, ele juntou conhecidos e montou na garagem da Igreja Centenário um time de jovens interessados em rugby.
Além de Jônatas Verde e Gabriel Couto, mais uma pessoa foi importante, André Filipe, amigo em comum dos dois. O nome do clube foi influenciado pelo vínculo musical da cidade de Vitória da Conquista com os cantares tribais, sobretudo dos ramos Mongoiós e Ymborés, e destes veio a inspiração para o nome Ymborés Rugby Club.
O time conseguiu espaço para treinamento no Estádio Lomanto Júnior. Logo depois foi organizado o primeiro torneio. Pessoas interessadas foram se aproximando, até que um professor da UFBA, o chileno Daniel Tapia, jogador entusiasta, sabendo do Ymborés, ofereceu-se como treinador, o que foi de grande importância. A 9 de novembro de 2012, realizou-se a primeira assembleia geral, e em 2014 saiu o registro oficial do time. Após sua filiação à Federação de Rugby da Bahia (FRB), o time começou a participar de campeonatos em todo o estado da Bahia.
O clube conta com uma equipe feminina de rugby, cujo time tem jogado em outros municípios levando adiante o nome de Vitória da Conquista.
Em 2017 o clube recebeu o reconhecimento de Utilidade Pública Municipal pela Lei 2.124 de 3 de maio de 2017.

## Títulos e principais participações
2017
| Masculino                                                     | Feminino                                                      |
| ------------------------------------------------------------- | ------------------------------------------------------------- |
| Campeão do Campeonato Baiano de Rugby de Sevens               | Vice-campeão do Campeonato Baiano de Rugby de Sevens          |
| Campeão Taça Suíça Baiana de Rugby de Sevens                  | Vice-campeão da Taça do Descobrimento de Sevens               |
| Campeão da 1ª Etapa do Circuito Baiano de Rugby de Sevens     | 3º Colocado na 1ª Etapa do Circuito Baiano de Rugby de Sevens |
| Vice-campeão Baiano de Rugby XV                               | 3º Colocado na 2ª Etapa do Circuito Baiano de Rugby de Sevens |
| Vice-campeão no Circuito Baiano de Rugby de Sevens            |                                                               |
| 3º Colocado na 2ª Etapa do Circuito Baiano de Rugby de Sevens |                                                               |

2016
| Masculino                                        | Feminino                                  |
| ------------------------------------------------ | ----------------------------------------- |
| Campeão da Taça Josias Bicudo de Sevens          | Vice-campeão Taça Josias Bicudo de Sevens |
| Campeão do Circuito Baiano de Sevens             |                                           |
| Campeão da 3° Etapa do Circuito Baiano de Sevens |                                           |
| Vice-campeão Baiano de Rugby XV                  |                                           |
| 3° colocado no Campeonato Baiano de Sevens       |                                           |

2015
| Masculino                                 | Feminino                                      |
| ----------------------------------------- | --------------------------------------------- |
| 3° Lugar no Campeonato Baiano de Rugby XV | 4º lugar no Itacaré Beach Internacional Rugby |

2014
| Masculino                                    | Feminino                    |
| -------------------------------------------- | --------------------------- |
| Vice-campeão da Copa Velho Chico de Rugby XV | Campeão Taça Maria Quitéria |

2013
| Masculino                                    | Feminino |
| -------------------------------------------- | -------- |
| Vice-campeão da Copa Velho Chico de Rugby XV |          |